# Ворскла (зупинний пункт, Сумська дирекція Південної залізниці)
Во́рскла (колишня назва — Піонерська) — пасажирський залізничний зупинний пункт Сумської дирекції Південної залізниці на неелектрифікованій лінії Боромля — Кириківка між станціями Бакирівка (3 км) та Кириківка (6 км). Розташований в селі Кам'янка Охтирського району Сумської області, неподалік від дитячого закладу оздоровлення та відпочинку «Орлятко».

## Пасажирське сполучення
На платформі Ворскла зупиняються приміські поїзди до станцій Боромля,  Кириківка, Люботин, Охтирка, Суми, Тростянець-Смородине.